# W. Schillig
W.SCHILLIG (Willi Schillig Polstermöbelwerke GmbH & CO. KG) ist ein deutsches Unternehmen und international agierender Hersteller von Polstermöbeln, mit Hauptsitz im oberfränkischen Frohnlach, Gemeinde Ebersdorf bei Coburg.

## Geschichte
Die Firma W.SCHILLIG wurde 1949 von Willi Schillig als Korbmacherei in Frohnlach bei Coburg gegründet und wird noch heute als Familienbetrieb in dritter Generation geführt.
Am 12. Mai 2023 stellte das Unternehmen einen Antrag auf Eröffnung eines Insolvenzverfahrens in Eigenverwaltung beim Amtsgericht Coburg. Zu diesem Zeitpunkt waren 230 Mitarbeiter in Frohnlach beschäftigt.
In Frohnlach soll die Produktion geschlossen werden und die Verwaltung, Entwicklung sowie Vertrieb des Restunternehemens weiterhin verbleiben.
Aufhebung das Insolvenzverfahren am 31. Mai 2024. Auf Grundlage des bereits im Januar von den Gläubigern angenommenen Insolvenzplans und mit Erledigung der insolvenzrechtlichen Zahlungsverpflichtungen hat der Polstermöbelhersteller die Voraussetzungen für die Aufhebung des Insolvenzverfahrens erfüllt. Möbelkultur, 3. Juni 2024

## Niederlassungen
Es existieren Niederlassungen in Ungarn (1998), China und den USA. Der Hauptstandort für den nordamerikanischen Markt befindet sich in High Point, North Carolina.